# Welsh Open 2022
Il Welsh Open 2022 è stato il quindicesimo evento professionistico della stagione 2021-2022 di snooker, il dodicesimo valido per il Ranking, e la 31ª edizione di questo torneo, che si è disputato dal 28 febbraio al 6 marzo 2022, presso il Celtic Manor Resort di Newport, in Galles.
È stato il quarto ed ultimo evento stagionale della Home Nations Series e il settimo della BetVictor European Series 2021-2022.
Il torneo è stato vinto da Joe Perry, il quale ha battuto in finale Judd Trump per 9-5. L'inglese si è aggiudicato così il suo primo Welsh Open, il suo secondo titolo Ranking (il primo dal Players Tour Championship Grand Final 2015), eguagliando a questa quota Cliff Thorburn, Tony Knowles, Dennis Taylor, Doug Mountjoy, Alan McManus, Dominic Dale, Graeme Dott, Michael White, Anthony McGill, Luca Brecel e Zhao Xintong, e il suo primo evento BetVictor European Series.
Perry ha disputato la sua tredicesima finale nei tornei professionistici e la sesta fra quelli validi per la classifica mondiale, la prima da quello dello European Masters 2018, persa contro Jimmy Robertson.
Trump ha disputato la sua seconda finale in questo torneo, dopo la sconfitta del 2017 contro Stuart Bingham, la 53ª finale nei tornei professionistici, la 34ª fra quelli validi per la classifica mondiale e la seconda in stagione, dopo il successo al Champion of Champions su John Higgins.
Perry e Trump non si sfidavano in uno scontro diretto dagli ottavi di finale del German Masters 2021, in cui a trionfare era stato l'inglese di Bristol per 5-3. Si tratta della prima finale giocata tra i due.
Il campione in carica era Jordan Brown, il quale è stato eliminato ai sessantaquattresimi di finale da Mitchell Mann.
Durante il corso del torneo sono stati realizzati 58 century breaks, quattordici in meno della precedente edizione, mentre durante le qualificazioni ne sono stati realizzati 22.

## Montepremi
- Vincitore: £70000
- Finalista: £30000
- Semifinalisti: £20000
- Quarti di finale: £10000
- Ottavi di finale: £7500
- Sedicesimi di finale: £4000
- Trentaduesimi di finale: £3000
- Miglior break: £5000
- Totale: £405000

## Panoramica

### Aspetti tecnici
Il torneo si svolge per la seconda edizione consecutiva al Celtic Manor Resort di Newport, in Galles, struttura che viene aperta al pubblico, a differenza di quanto accaduto in occasione dell'edizione 2021, per limitare la pandemia di COVID-19. È, inoltre, la prima volta dal 2018 in cui il torneo si svolge anche nel mese di marzo.

### Aspetti sportivi
Per la prima volta nella sua storia, la Home Nations Series vede disputarsi un turno di qualificazione, che in occasione del Welsh Open si svolge dal 15 al 20 febbraio 2022, presso l'Aldersley Arena di Wolverhampton, in Inghilterra. Prima di essere aggiunto in questa serie di tornei, il Welsh Open aveva già visto disputarsi le qualifiche dal 1992 al 2013.
L'evento è valevole per la classifica mondiale per la trentunesima edizione consecutiva.
Viene confermato per intero il montepremi delle precedenti due edizioni.
Il 28 giugno 2021 l'azienda di scommesse sportive BetVictor comunica di essersi accordata con il World Snooker Tour per sponsorizzare tutti i quattro eventi Home Nations Series, accorpando questa serie di tornei alla BetVictor European Series per la stagione 2021-2022. Tuttavia, il Welsh Open era già stato inserito ad essa nella stagione 2020-2021 e, in precedenza, la BetVictor aveva già sponsorizzato questo torneo dal 2013 al 2016.
Il vincitore del torneo ha il diritto di partecipare al Champion of Champions 2022.
Sono assenti al torneo Sam Craigie, Stephen Hendry, Igor Figueiredo e Marco Fu, i quali vengono sostituiti dai dilettanti James Cahill, Michael White, David Lilley e Ross Muir. Ricevono un invito anche Dylan Emery, Liam Davies (questi ultimi due in quanto wildcard nominate dal WST), Sanderson Lam, Michael Georgiou, Si Jiahui e Soheil Vahedi, i quali sono i prescelti per completare il quadro dei 128 giocatori presenti.

## Copertura
Le seguenti emittenti e piattaforme streaming hanno trasmesso il Welsh Open 2022.
| Copertura              | Paese/Continente      | Fase           |
| ---------------------- | --------------------- | -------------- |
| Eurosport Player       | Europa                | Qualificazioni |
| Superstar Online       | Cina                  | Qualificazioni |
| Kuaishou               | Cina                  | Qualificazioni |
| Migu                   | Cina                  | Qualificazioni |
| Youku                  | Cina                  | Qualificazioni |
| Zhibo.tv               | Cina                  | Qualificazioni |
| Huya.com               | Cina                  | Qualificazioni |
| Matchroom.live         | Resto del mondo       | Qualificazioni |
| Eurosport              | Regno Unito ed Europa | Fase finale    |
| Quest                  | Regno Unito           | Fase finale    |
| Superstar Online       | Cina                  | Fase finale    |
| Liaoning TV            | Cina                  | Fase finale    |
| Kuaishou               | Cina                  | Fase finale    |
| Migu                   | Cina                  | Fase finale    |
| Youku                  | Cina                  | Fase finale    |
| Zhibo.tv               | Cina                  | Fase finale    |
| Huya.com               | Cina                  | Fase finale    |
| Now TV                 | Hong Kong             | Fase finale    |
| True Sport             | Thailandia            | Fase finale    |
| Sport Cast             | Taiwan                | Fase finale    |
| Sky Sports             | Nuova Zelanda         | Fase finale    |
| DAZN                   | Canada                | Fase finale    |
| Astro SuperSports      | Malaysia              | Fase finale    |
| Premier Sports Network | Filippine             | Fase finale    |
| Matchroom.Live         | Resto del mondo       | Fase finale    |

## Tabellone (qualificazioni)
Le prime 16 teste di serie Jordan Brown, Mark Selby, Ronnie O'Sullivan, Judd Trump, Neil Robertson, Kyren Wilson, John Higgins, Shaun Murphy, Zhao Xintong, Mark Williams, Mark Allen, Barry Hawkins, Stephen Maguire, Yan Bingtao, Stuart Bingham ed Anthony McGill e le due wildcard gallesi Dylan Emery e Liam Davies, disputano il loro turno di qualificazione al Celtic Manor Resort, sede della fase finale del torneo.
| TS  | Giocatore 1        | Risultato | Giocatore 2           | TS  |
| --- | ------------------ | --------- | --------------------- | --- |
| 1   | Jordan Brown       | 3 - 4     | Mitchell Mann         | 90  |
|     | David Lilley       | 1 - 4     | Ben Hancorn           | 86  |
| 32  | Lu Ning            | 4 - 2     | Lee Walker            | 87  |
| 52  | Joe O'Connor       | 1 - 4     | Matthew Stevens       | 59  |
| 16  | Anthony McGill     | 3 - 4     | Zhang Anda            | 103 |
| 53  | Mark Joyce         | 4 - 1     | Jackson Page          | 96  |
| 17  | Luca Brecel        | 2 - 4     | Rory McLeod           | 82  |
| 107 | Fraser Patrick     | 0 - 4     | Yuan Sijun            | 105 |
| 63  | Robbie Williams    | 4 - 0     | Sanderson Lam         |     |
| 24  | Hossein Vafaei     | 4 - 3     | Andrew Higginson      | 62  |
| 51  | Jak Jones          | 4 - 1     | Sunny Akani           | 61  |
| 9   | Zhao Xintong       | 4 - 1     | Oliver Lines          | 68  |
| 97  | Zak Surety         | 4 - 2     | Barry Pinches         | 104 |
| 25  | Ryan Day           | 4 - 2     | Chang Bingyu          | 94  |
| 56  | Lyu Haotian        | 3 - 4     | Anthony Hamilton      | 45  |
| 8   | Shaun Murphy       | 4 - 2     | Andy Hicks            | 76  |
| 5   | Neil Robertson     | 4 - 0     | Jimmy White           | 113 |
|     | Ross Muir          | 2 - 4     | Hammad Miah           | 89  |
| 28  | Graeme Dott        | 4 - 3     | Steven Hallworth      | 70  |
| 67  | Jamie Clarke       | 4 - 2     | Farakh Ajaib          | 92  |
| 12  | Barry Hawkins      | 4 - 0     | Alexander Ursenbacher | 46  |
| 69  | Ashley Carty       | 4 - 1     | Duane Jones           | 100 |
| 21  | Martin Gould       | 2 - 4     | Ben Woollaston        | 44  |
| 33  | Liang Wenbó        | 4 - 0     | Zhang Jiankang        | 101 |
| 38  | Jimmy Robertson    | 4 - 3     | Peter Devlin          | 88  |
| 20  | Zhou Yuelong       | 3 - 4     | Jamie Jones           | 41  |
| 60  | Thepchaiya Un-Nooh | 4 - 2     | Robert Milkins        | 43  |
| 13  | Stephen Maguire    | 1 - 4     | Fergal O'Brien        | 77  |
| 71  | Nigel Bond         | 3 - 4     | Si Jiahui             |     |
| 29  | Gary Wilson        | 4 - 3     | Peter Lines           | 85  |
| 98  | Craig Steadman     | 4 - 1     | Ian Burns             | 111 |
| 4   | Judd Trump         | 4 - 1     | Dean Young            | 116 |
| 3   | Ronnie O'Sullivan  | 4 - 0     | James Cahill          |     |
|     | Michael Georgiou   | 3 - 4     | Lukas Kleckers        | 84  |
| 30  | Ding Junhui        | 4 - 0     | Gao Yang              | 73  |
| 39  | Michael Holt       | 4 - 1     | Martin O'Donnell      | 49  |
| 14  | Yan Bingtao        | 4 - 3     | Ashley Hugill         | 81  |
| 55  | David Grace        | 3 - 4     | Zhao Jianbo           | 79  |
| 19  | Ricky Walden       | 4 - 1     | Gerard Greene         | 99  |
| 66  | Tian Pengfei       | 2 - 4     | Noppon Saengkham      | 37  |
| 72  | Cao Yupeng         | 4 - 3     | Fan Zhengyi           | 80  |
| 22  | David Gilbert      | 2 - 4     | Joe Perry             | 36  |
| WC  | Liam Davies        | 3 - 4     | Iulian Boiko          | 108 |
| 11  | Mark Allen         | 4 - 1     | Ken Doherty           | 74  |
| 112 | Alfie Burden       | 3 - 4     | Mark Davis            | 57  |
| 27  | Matthew Selt       | 4 - 3     | Xu Si                 | 93  |
| 102 | Louis Heathcote    | 1 - 4     | Li Hang               | 47  |
| 6   | Kyren Wilson       | 4 - 3     | Dominic Dale          | 58  |
| 7   | John Higgins       | 4 - 1     | Pang Junxu            | 64  |
| 119 | Reanne Evans       | 1 - 4     | Soheil Vahedi         |     |
| 26  | Ali Carter         | 4 - 2     | Lei Peifan            | 106 |
| 83  | Wu Yize            | 2 - 4     | Ng On-yee             | 118 |
| 10  | Mark Williams      | 4 - 1     | Michael Judge         | 114 |
| 95  | Jamie Wilson       | 2 - 4     | Kurt Maflin           | 35  |
| 23  | Tom Ford           | 3 - 4     | Scott Donaldson       | 48  |
| 78  | Simon Lichtenberg  | 0 - 4     | Andrew Pagett         | 110 |
| 65  | Chris Wakelin      | 4 - 0     | Aaron Hill            | 91  |
| 18  | Jack Lisowski      | 4 - 2     | Stuart Carrington     | 54  |
| 50  | Elliot Slessor     | 4 - 3     | Dylan Emery           | WC  |
| 15  | Stuart Bingham     | 4 - 1     | Sean Maddocks         | 117 |
| 75  | Allan Taylor       | 4 - 1     | Jamie O'Neill         | 109 |
| 31  | Xiao Guodong       | 0 - 4     | Michael White         |     |
| 34  | Mark King          | 3 - 4     | Liam Highfield        | 40  |
| 2   | Mark Selby         | 4 - 1     | Chen Zifan            | 115 |

## Tabellone (fase finale)
|  | Trentaduesimi di finale Al meglio dei 7 frames | Trentaduesimi di finale Al meglio dei 7 frames | Trentaduesimi di finale Al meglio dei 7 frames |  |  | Sedicesimi di finale Al meglio dei 7 frames | Sedicesimi di finale Al meglio dei 7 frames | Sedicesimi di finale Al meglio dei 7 frames |                      |   | Ottavi di finale Al meglio dei 7 frames | Ottavi di finale Al meglio dei 7 frames | Ottavi di finale Al meglio dei 7 frames |                     |   | Quarti di finale Al meglio dei 9 frames | Quarti di finale Al meglio dei 9 frames | Quarti di finale Al meglio dei 9 frames |                    |   | Semifinali Al meglio degli 11 frames | Semifinali Al meglio degli 11 frames | Semifinali Al meglio degli 11 frames |                |   | Finale Al meglio dei 17 frames | Finale Al meglio dei 17 frames | Finale Al meglio dei 17 frames |  |
|  |                                                |                                                |                                                |  |  |                                             |                                             |                                             |                      |   |                                         |                                         |                                         |                     |   |                                         |                                         |                                         |                    |   |                                      |                                      |                                      |                |   |                                |                                |                                |  |
|  | Mitchell Mann (90)                             | Mitchell Mann (90)                             | 4                                              |  |  |                                             |                                             |                                             |                      |   |                                         |                                         |                                         |                     |   |                                         |                                         |                                         |                    |   |                                      |                                      |                                      |                |   |                                |                                |                                |  |
|  | Ben Hancorn (86)                               | Ben Hancorn (86)                               | 1                                              |  |  | Mitchell Mann (90)                          | Mitchell Mann (90)                          | 0                                           |                      |   |                                         |                                         |                                         |                     |   |                                         |                                         |                                         |                    |   |                                      |                                      |                                      |                |   |                                |                                |                                |  |
|  | Lu Ning (32)                                   | Lu Ning (32)                                   | 2                                              |  |  | Matthew Stevens (59)                        | Matthew Stevens (59)                        | 4                                           |                      |   |                                         |                                         |                                         |                     |   |                                         |                                         |                                         |                    |   |                                      |                                      |                                      |                |   |                                |                                |                                |  |
|  | Matthew Stevens (59)                           | Matthew Stevens (59)                           | 4                                              |  |  |                                             |                                             |                                             |                      |   | Matthew Stevens (59)                    | Matthew Stevens (59)                    | 2                                       |                     |   |                                         |                                         |                                         |                    |   |                                      |                                      |                                      |                |   |                                |                                |                                |  |
|  | Zhang Anda (103)                               | Zhang Anda (103)                               | 4                                              |  |  |                                             |                                             | Zhang Anda (103)                            | Zhang Anda (103)     | 4 |                                         |                                         |                                         |                     |   |                                         |                                         |                                         |                    |   |                                      |                                      |                                      |                |   |                                |                                |                                |  |
|  | Mark Joyce (53)                                | Mark Joyce (53)                                | 2                                              |  |  | Zhang Anda (103)                            | Zhang Anda (103)                            | 4                                           |                      |   |                                         |                                         |                                         |                     |   |                                         |                                         |                                         |                    |   |                                      |                                      |                                      |                |   |                                |                                |                                |  |
|  | Rory McLeod (82)                               | Rory McLeod (82)                               | 3                                              |  |  | Yuan Sijun (105)                            | Yuan Sijun (105)                            | 2                                           |                      |   |                                         |                                         |                                         |                     |   |                                         |                                         |                                         |                    |   |                                      |                                      |                                      |                |   |                                |                                |                                |  |
|  | Yuan Sijun (105)                               | Yuan Sijun (105)                               | 4                                              |  |  |                                             |                                             |                                             |                      |   | Zhang Anda (103)                        | Zhang Anda (103)                        | 4                                       |                     |   |                                         |                                         |                                         |                    |   |                                      |                                      |                                      |                |   |                                |                                |                                |  |
|  | Robbie Williams (63)                           | Robbie Williams (63)                           | 3                                              |  |  |                                             |                                             |                                             |                      |   |                                         |                                         | Hossein Vafaei (24)                     | Hossein Vafaei (24) | 5 |                                         |                                         |                                         |                    |   |                                      |                                      |                                      |                |   |                                |                                |                                |  |
|  | Hossein Vafaei (24)                            | Hossein Vafaei (24)                            | 4                                              |  |  | Hossein Vafaei (24)                         | Hossein Vafaei (24)                         | 4                                           |                      |   |                                         |                                         |                                         |                     |   |                                         |                                         |                                         |                    |   |                                      |                                      |                                      |                |   |                                |                                |                                |  |
|  | Jak Jones (51)                                 | Jak Jones (51)                                 | 4                                              |  |  | Jak Jones (51)                              | Jak Jones (51)                              | 0                                           |                      |   |                                         |                                         |                                         |                     |   |                                         |                                         |                                         |                    |   |                                      |                                      |                                      |                |   |                                |                                |                                |  |
|  | Zhao Xintong (9)                               | Zhao Xintong (9)                               | 3                                              |  |  |                                             |                                             |                                             |                      |   | Hossein Vafaei (24)                     | Hossein Vafaei (24)                     | 4                                       |                     |   |                                         |                                         |                                         |                    |   |                                      |                                      |                                      |                |   |                                |                                |                                |  |
|  | Zak Surety (97)                                | Zak Surety (97)                                | 1                                              |  |  |                                             |                                             | Ryan Day (25)                               | Ryan Day (25)        | 3 |                                         |                                         |                                         |                     |   |                                         |                                         |                                         |                    |   |                                      |                                      |                                      |                |   |                                |                                |                                |  |
|  | Ryan Day (25)                                  | Ryan Day (25)                                  | 4                                              |  |  | Ryan Day (25)                               | Ryan Day (25)                               | 4                                           |                      |   |                                         |                                         |                                         |                     |   |                                         |                                         |                                         |                    |   |                                      |                                      |                                      |                |   |                                |                                |                                |  |
|  | Anthony Hamilton (45)                          | Anthony Hamilton (45)                          | 1                                              |  |  | Shaun Murphy (8)                            | Shaun Murphy (8)                            | 0                                           |                      |   |                                         |                                         |                                         |                     |   |                                         |                                         |                                         |                    |   |                                      |                                      |                                      |                |   |                                |                                |                                |  |
|  | Shaun Murphy (8)                               | Shaun Murphy (8)                               | 4                                              |  |  |                                             |                                             |                                             |                      |   | Hossein Vafaei (24)                     | Hossein Vafaei (24)                     | 5                                       |                     |   |                                         |                                         |                                         |                    |   |                                      |                                      |                                      |                |   |                                |                                |                                |  |
|  | Neil Robertson (5)                             | Neil Robertson (5)                             | 4                                              |  |  |                                             |                                             |                                             |                      |   |                                         |                                         |                                         |                     |   |                                         |                                         | Judd Trump (4)                          | Judd Trump (4)     | 6 |                                      |                                      |                                      |                |   |                                |                                |                                |  |
|  | Hammad Miah (89)                               | Hammad Miah (89)                               | 1                                              |  |  | Neil Robertson (5)                          | Neil Robertson (5)                          | 4                                           |                      |   |                                         |                                         |                                         |                     |   |                                         |                                         |                                         |                    |   |                                      |                                      |                                      |                |   |                                |                                |                                |  |
|  | Graeme Dott (28)                               | Graeme Dott (28)                               | 4                                              |  |  | Graeme Dott (28)                            | Graeme Dott (28)                            | 1                                           |                      |   |                                         |                                         |                                         |                     |   |                                         |                                         |                                         |                    |   |                                      |                                      |                                      |                |   |                                |                                |                                |  |
|  | Jamie Clarke (67)                              | Jamie Clarke (67)                              | 1                                              |  |  |                                             |                                             |                                             |                      |   | Neil Robertson (5)                      | Neil Robertson (5)                      | 4                                       |                     |   |                                         |                                         |                                         |                    |   |                                      |                                      |                                      |                |   |                                |                                |                                |  |
|  | Barry Hawkins (12)                             | Barry Hawkins (12)                             | 4                                              |  |  |                                             |                                             | Ben Woollaston (44)                         | Ben Woollaston (44)  | 1 |                                         |                                         |                                         |                     |   |                                         |                                         |                                         |                    |   |                                      |                                      |                                      |                |   |                                |                                |                                |  |
|  | Ashley Carty (69)                              | Ashley Carty (69)                              | 1                                              |  |  | Barry Hawkins (12)                          | Barry Hawkins (12)                          | 3                                           |                      |   |                                         |                                         |                                         |                     |   |                                         |                                         |                                         |                    |   |                                      |                                      |                                      |                |   |                                |                                |                                |  |
|  | Ben Woollaston (44)                            | Ben Woollaston (44)                            | 4                                              |  |  | Ben Woollaston (44)                         | Ben Woollaston (44)                         | 4                                           |                      |   |                                         |                                         |                                         |                     |   |                                         |                                         |                                         |                    |   |                                      |                                      |                                      |                |   |                                |                                |                                |  |
|  | Liang Wenbó (33)                               | Liang Wenbó (33)                               | 3                                              |  |  |                                             |                                             |                                             |                      |   | Neil Robertson (5)                      | Neil Robertson (5)                      | 3                                       |                     |   |                                         |                                         |                                         |                    |   |                                      |                                      |                                      |                |   |                                |                                |                                |  |
|  | Jimmy Robertson (38)                           | Jimmy Robertson (38)                           | 4                                              |  |  |                                             |                                             |                                             |                      |   |                                         |                                         | Judd Trump (4)                          | Judd Trump (4)      | 5 |                                         |                                         |                                         |                    |   |                                      |                                      |                                      |                |   |                                |                                |                                |  |
|  | Jamie Jones (41)                               | Jamie Jones (41)                               | 3                                              |  |  | Jimmy Robertson (38)                        | Jimmy Robertson (38)                        | 4                                           |                      |   |                                         |                                         |                                         |                     |   |                                         |                                         |                                         |                    |   |                                      |                                      |                                      |                |   |                                |                                |                                |  |
|  | Thepchaiya Un-Nooh (60)                        | Thepchaiya Un-Nooh (60)                        | 3                                              |  |  | Fergal O'Brien (77)                         | Fergal O'Brien (77)                         | 2                                           |                      |   |                                         |                                         |                                         |                     |   |                                         |                                         |                                         |                    |   |                                      |                                      |                                      |                |   |                                |                                |                                |  |
|  | Fergal O'Brien (77)                            | Fergal O'Brien (77)                            | 4                                              |  |  |                                             |                                             |                                             |                      |   | Jimmy Robertson (38)                    | Jimmy Robertson (38)                    | 1                                       |                     |   |                                         |                                         |                                         |                    |   |                                      |                                      |                                      |                |   |                                |                                |                                |  |
|  | Si Jiahui                                      | Si Jiahui                                      | 4                                              |  |  |                                             |                                             | Judd Trump (4)                              | Judd Trump (4)       | 4 |                                         |                                         |                                         |                     |   |                                         |                                         |                                         |                    |   |                                      |                                      |                                      |                |   |                                |                                |                                |  |
|  | Gary Wilson (29)                               | Gary Wilson (29)                               | 3                                              |  |  | Si Jiahui                                   | Si Jiahui                                   | 2                                           |                      |   |                                         |                                         |                                         |                     |   |                                         |                                         |                                         |                    |   |                                      |                                      |                                      |                |   |                                |                                |                                |  |
|  | Craig Steadman (98)                            | Craig Steadman (98)                            | 1                                              |  |  | Judd Trump (4)                              | Judd Trump (4)                              | 4                                           |                      |   |                                         |                                         |                                         |                     |   |                                         |                                         |                                         |                    |   |                                      |                                      |                                      |                |   |                                |                                |                                |  |
|  | Judd Trump (4)                                 | Judd Trump (4)                                 | 4                                              |  |  |                                             |                                             |                                             |                      |   | Judd Trump (4)                          | Judd Trump (4)                          | 5                                       |                     |   |                                         |                                         |                                         |                    |   |                                      |                                      |                                      |                |   |                                |                                |                                |  |
|  | Ronnie O'Sullivan (3)                          | Ronnie O'Sullivan (3)                          | 4                                              |  |  |                                             |                                             |                                             |                      |   |                                         |                                         |                                         |                     |   |                                         |                                         |                                         |                    |   |                                      |                                      | Joe Perry (36)                       | Joe Perry (36) | 9 |                                |                                |                                |  |
|  | Lukas Kleckers (84)                            | Lukas Kleckers (84)                            | 2                                              |  |  | Ronnie O'Sullivan (3)                       | Ronnie O'Sullivan (3)                       | 4                                           |                      |   |                                         |                                         |                                         |                     |   |                                         |                                         |                                         |                    |   |                                      |                                      |                                      |                |   |                                |                                |                                |  |
|  | Ding Junhui (30)                               | Ding Junhui (30)                               | 4                                              |  |  | Ding Junhui (30)                            | Ding Junhui (30)                            | 2                                           |                      |   |                                         |                                         |                                         |                     |   |                                         |                                         |                                         |                    |   |                                      |                                      |                                      |                |   |                                |                                |                                |  |
|  | Michael Holt (39)                              | Michael Holt (39)                              | 1                                              |  |  |                                             |                                             |                                             |                      |   | Ronnie O'Sullivan (3)                   | Ronnie O'Sullivan (3)                   | 3                                       |                     |   |                                         |                                         |                                         |                    |   |                                      |                                      |                                      |                |   |                                |                                |                                |  |
|  | Yan Bingtao (14)                               | Yan Bingtao (14)                               | 4                                              |  |  |                                             |                                             | Ricky Walden (19)                           | Ricky Walden (19)    | 4 |                                         |                                         |                                         |                     |   |                                         |                                         |                                         |                    |   |                                      |                                      |                                      |                |   |                                |                                |                                |  |
|  | Zhao Jianbo (79)                               | Zhao Jianbo (79)                               | 0                                              |  |  | Yan Bingtao (14)                            | Yan Bingtao (14)                            | 2                                           |                      |   |                                         |                                         |                                         |                     |   |                                         |                                         |                                         |                    |   |                                      |                                      |                                      |                |   |                                |                                |                                |  |
|  | Ricky Walden (19)                              | Ricky Walden (19)                              | 4                                              |  |  | Ricky Walden (19)                           | Ricky Walden (19)                           | 4                                           |                      |   |                                         |                                         |                                         |                     |   |                                         |                                         |                                         |                    |   |                                      |                                      |                                      |                |   |                                |                                |                                |  |
|  | Noppon Saengkham (37)                          | Noppon Saengkham (37)                          | 1                                              |  |  |                                             |                                             |                                             |                      |   | Ricky Walden (19)                       | Ricky Walden (19)                       | 2                                       |                     |   |                                         |                                         |                                         |                    |   |                                      |                                      |                                      |                |   |                                |                                |                                |  |
|  | Cao Yupeng (72)                                | Cao Yupeng (72)                                | 3                                              |  |  |                                             |                                             |                                             |                      |   |                                         |                                         | Joe Perry (36)                          | Joe Perry (36)      | 5 |                                         |                                         |                                         |                    |   |                                      |                                      |                                      |                |   |                                |                                |                                |  |
|  | Joe Perry (36)                                 | Joe Perry (36)                                 | 4                                              |  |  | Joe Perry (36)                              | Joe Perry (36)                              | 4                                           |                      |   |                                         |                                         |                                         |                     |   |                                         |                                         |                                         |                    |   |                                      |                                      |                                      |                |   |                                |                                |                                |  |
|  | Iulian Boiko (108)                             | Iulian Boiko (108)                             | 0                                              |  |  | Mark Allen (11)                             | Mark Allen (11)                             | 3                                           |                      |   |                                         |                                         |                                         |                     |   |                                         |                                         |                                         |                    |   |                                      |                                      |                                      |                |   |                                |                                |                                |  |
|  | Mark Allen (11)                                | Mark Allen (11)                                | 4                                              |  |  |                                             |                                             |                                             |                      |   | Joe Perry (36)                          | Joe Perry (36)                          | 4                                       |                     |   |                                         |                                         |                                         |                    |   |                                      |                                      |                                      |                |   |                                |                                |                                |  |
|  | Mark Davis (57)                                | Mark Davis (57)                                | 1                                              |  |  |                                             |                                             | Kyren Wilson (6)                            | Kyren Wilson (6)     | 1 |                                         |                                         |                                         |                     |   |                                         |                                         |                                         |                    |   |                                      |                                      |                                      |                |   |                                |                                |                                |  |
|  | Matthew Selt (27)                              | Matthew Selt (27)                              | 4                                              |  |  | Matthew Selt (27)                           | Matthew Selt (27)                           | 3                                           |                      |   |                                         |                                         |                                         |                     |   |                                         |                                         |                                         |                    |   |                                      |                                      |                                      |                |   |                                |                                |                                |  |
|  | Li Hang (47)                                   | Li Hang (47)                                   | 0                                              |  |  | Kyren Wilson (6)                            | Kyren Wilson (6)                            | 4                                           |                      |   |                                         |                                         |                                         |                     |   |                                         |                                         |                                         |                    |   |                                      |                                      |                                      |                |   |                                |                                |                                |  |
|  | Kyren Wilson (6)                               | Kyren Wilson (6)                               | 4                                              |  |  |                                             |                                             |                                             |                      |   | Joe Perry (36)                          | Joe Perry (36)                          | 6                                       |                     |   |                                         |                                         |                                         |                    |   |                                      |                                      |                                      |                |   |                                |                                |                                |  |
|  | John Higgins (7)                               | John Higgins (7)                               | 4                                              |  |  |                                             |                                             |                                             |                      |   |                                         |                                         |                                         |                     |   |                                         |                                         | Jack Lisowski (18)                      | Jack Lisowski (18) | 5 |                                      |                                      |                                      |                |   |                                |                                |                                |  |
|  | Soheil Vahedi                                  | Soheil Vahedi                                  | 0                                              |  |  | John Higgins (7)                            | John Higgins (7)                            | 2                                           |                      |   |                                         |                                         |                                         |                     |   |                                         |                                         |                                         |                    |   |                                      |                                      |                                      |                |   |                                |                                |                                |  |
|  | Ali Carter (26)                                | Ali Carter (26)                                | 4                                              |  |  | Ali Carter (26)                             | Ali Carter (26)                             | 4                                           |                      |   |                                         |                                         |                                         |                     |   |                                         |                                         |                                         |                    |   |                                      |                                      |                                      |                |   |                                |                                |                                |  |
|  | Ng On-yee (118)                                | Ng On-yee (118)                                | 1                                              |  |  |                                             |                                             |                                             |                      |   | Ali Carter (26)                         | Ali Carter (26)                         | 4                                       |                     |   |                                         |                                         |                                         |                    |   |                                      |                                      |                                      |                |   |                                |                                |                                |  |
|  | Mark Williams (10)                             | Mark Williams (10)                             | 3                                              |  |  |                                             |                                             | Scott Donaldson (48)                        | Scott Donaldson (48) | 2 |                                         |                                         |                                         |                     |   |                                         |                                         |                                         |                    |   |                                      |                                      |                                      |                |   |                                |                                |                                |  |
|  | Kurt Maflin (35)                               | Kurt Maflin (35)                               | 4                                              |  |  | Kurt Maflin (35)                            | Kurt Maflin (35)                            | 1                                           |                      |   |                                         |                                         |                                         |                     |   |                                         |                                         |                                         |                    |   |                                      |                                      |                                      |                |   |                                |                                |                                |  |
|  | Scott Donaldson (48)                           | Scott Donaldson (48)                           | 4                                              |  |  | Scott Donaldson (48)                        | Scott Donaldson (48)                        | 4                                           |                      |   |                                         |                                         |                                         |                     |   |                                         |                                         |                                         |                    |   |                                      |                                      |                                      |                |   |                                |                                |                                |  |
|  | Andrew Pagett (110)                            | Andrew Pagett (110)                            | 0                                              |  |  |                                             |                                             |                                             |                      |   | Ali Carter (26)                         | Ali Carter (26)                         | 4                                       |                     |   |                                         |                                         |                                         |                    |   |                                      |                                      |                                      |                |   |                                |                                |                                |  |
|  | Chris Wakelin (65)                             | Chris Wakelin (65)                             | 2                                              |  |  |                                             |                                             |                                             |                      |   |                                         |                                         | Jack Lisowski (18)                      | Jack Lisowski (18)  | 5 |                                         |                                         |                                         |                    |   |                                      |                                      |                                      |                |   |                                |                                |                                |  |
|  | Jack Lisowski (18)                             | Jack Lisowski (18)                             | 4                                              |  |  | Jack Lisowski (18)                          | Jack Lisowski (18)                          | 4                                           |                      |   |                                         |                                         |                                         |                     |   |                                         |                                         |                                         |                    |   |                                      |                                      |                                      |                |   |                                |                                |                                |  |
|  | Elliot Slessor (50)                            | Elliot Slessor (50)                            | 4                                              |  |  | Elliot Slessor (50)                         | Elliot Slessor (50)                         | 2                                           |                      |   |                                         |                                         |                                         |                     |   |                                         |                                         |                                         |                    |   |                                      |                                      |                                      |                |   |                                |                                |                                |  |
|  | Stuart Bingham (15)                            | Stuart Bingham (15)                            | 3                                              |  |  |                                             |                                             |                                             |                      |   | Jack Lisowski (18)                      | Jack Lisowski (18)                      | 4                                       |                     |   |                                         |                                         |                                         |                    |   |                                      |                                      |                                      |                |   |                                |                                |                                |  |
|  | Allan Taylor (75)                              | Allan Taylor (75)                              | 3                                              |  |  |                                             |                                             | Michael White                               | Michael White        | 0 |                                         |                                         |                                         |                     |   |                                         |                                         |                                         |                    |   |                                      |                                      |                                      |                |   |                                |                                |                                |  |
|  | Michael White                                  | Michael White                                  | 4                                              |  |  | Michael White                               | Michael White                               | 4                                           |                      |   |                                         |                                         |                                         |                     |   |                                         |                                         |                                         |                    |   |                                      |                                      |                                      |                |   |                                |                                |                                |  |
|  | Liam Highfield (40)                            | Liam Highfield (40)                            | 4                                              |  |  | Liam Highfield (40)                         | Liam Highfield (40)                         | 1                                           |                      |   |                                         |                                         |                                         |                     |   |                                         |                                         |                                         |                    |   |                                      |                                      |                                      |                |   |                                |                                |                                |  |
|  | Mark Selby (2)                                 | Mark Selby (2)                                 | 3                                              |  |  |                                             |                                             |                                             |                      |   |                                         |                                         |                                         |                     |   |                                         |                                         |                                         |                    |   |                                      |                                      |                                      |                |   |                                |                                |                                |  |

| Finale (Al meglio dei 17 frames) Celtic Manor Resort, Newport, 6 marzo 2022. Arbitro: Tatiana Woollaston                         | | |
| Judd Trump (4) | 5–9 | Joe Perry (36) |
| Prima sessione: 67–70, 64–0, 0–73, 95–32, 67–32, 30–51, 73–30, 56–62 Seconda sessione: 0–108, 75–47, 17–117, 32–77, 44–62, 39–82 | Miglior break (Trump): 73 Century breaks (Trump): 0 Miglior break (Perry): 108 Century breaks (Perry): 1 | Prima sessione: 67–70, 64–0, 0–73, 95–32, 67–32, 30–51, 73–30, 56–62 Seconda sessione: 0–108, 75–47, 17–117, 32–77, 44–62, 39–82 |
| Joe Perry vince il BetVictor Welsh Open 2022                                                                                     | | |